# Rolf Andersson
Rolf Andersson (ur. 21 grudnia 1942, zm. 3 stycznia 2023) – szwedzki piłkarz grający na pozycji napastnika. W swojej karierze rozegrał 8 meczów i strzelił 4 gole w reprezentacji Szwecji.

## Kariera klubowa
Swoją karierę piłkarską Andersson rozpoczął w klubie Hammarby IF ze Sztokholmu. W 1967 roku zadebiutował w jego barwach w pierwszej lidze szwedzkiej. W debiutanckim sezonie spadł z nim do drugiej ligi. W połowie 1969 roku przeszedł z Hammarby do Jönköpings Södra IF. Występował w nim do końca swojej kariery, czyli do 1978 roku.
| Sezon | Klub                | Kraj    | Rozgrywki   | Mecze | Bramki |
| ----- | ------------------- | ------- | ----------- | ----- | ------ |
| 1967  | Hammarby IF         | Szwecja | Allsvenskan | 14    | 7      |
| 1968  | Hammarby IF         | Szwecja | Superettan  | 22    | 32     |
| 1969  | Hammarby IF         | Szwecja | Superettan  | 11    | 7      |
| 1969  | Jönköpings Södra IF | Szwecja | Allsvenskan | 11    | 5      |
| 1970  | Jönköpings Södra IF | Szwecja | Superettan  | 22    | 18     |
| 1971  | Jönköpings Södra IF | Szwecja | Superettan  | 20    | 17     |
| 1972  | Jönköpings Södra IF | Szwecja | Superettan  | 22    | 16     |
| 1973  | Jönköpings Södra IF | Szwecja | Superettan  | 26    | 22     |
| 1974  | Jönköpings Södra IF | Szwecja | 1. dywizja  | ?     | ?      |
| 1975  | Jönköpings Södra IF | Szwecja | Superettan  | 25    | 16     |
| 1976  | Jönköpings Södra IF | Szwecja | Superettan  | ?     | ?      |
| 1977  | Jönköpings Södra IF | Szwecja | Superettan  | ?     | ?      |
| 1978  | Jönköpings Södra IF | Szwecja | Superettan  | 7     | 0      |

## Kariera reprezentacyjna
W reprezentacji Szwecji Andersson zadebiutował 22 maja 1968 roku w przegranym 1:3 towarzyskim meczu z Anglią, rozegranym w Londynie. W debiucie zdobył gola. Od 1968 do 1969 roku rozegrał w kadrze narodowej 8 meczów i strzeli 4 bramki.